# Сорноса, Хуниор
Ху́ниор Насаре́но Сорно́са Море́йра (исп. Junior Nazareno Sornoza Moreira; род. 28 января 1994[…], Портовьехо) — эквадорский футболист, полузащитник клуба «Индепендьенте дель Валье» и сборной Эквадора.

## Клубная карьера

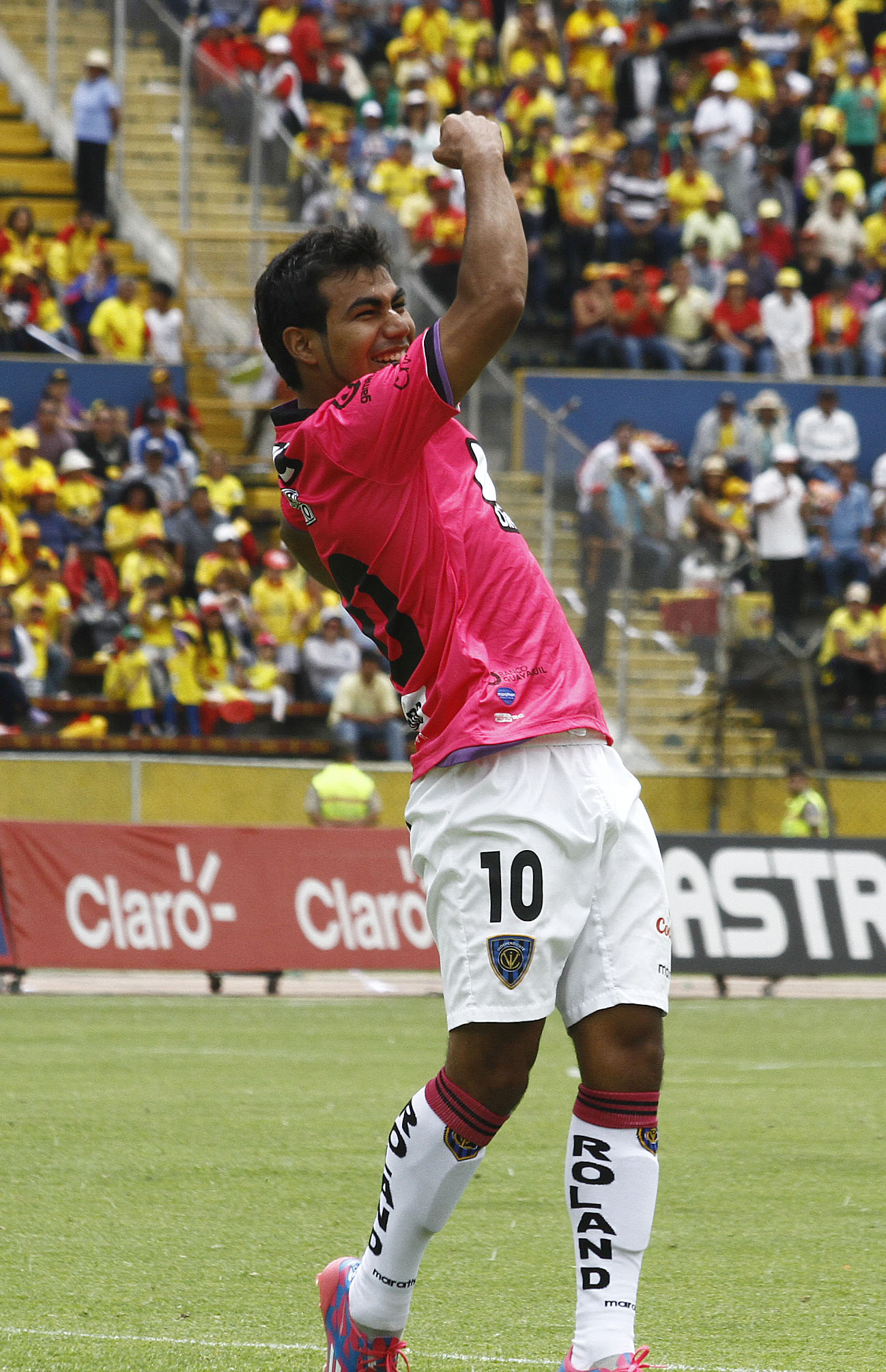
Сорноса в составе «Индепендьенте дель Валье»

Сорноса — воспитанник клуба «Индепендьенте дель Валье». 25 августа 2011 года в матче против «Депортиво Кито» он дебютировал в эквадорской Примере. 25 сентября в поединке против «Эмелека» Хуниор сделал «дубль», забив свои первые голы за «Индепендьенте». За четыре сезона Сорноса провёл более ста матчей за команду, став одним из её лидеров.
В начале 2015 года на правах аренды он перешёл в мексиканскую «Пачуку». 25 января в матче против «Керетаро» Сорноса дебютировал в мексиканской Примере. 3 мая в поединке против «Сантос Лагуна» Хуниор забил свой первый гол за «Пачуку».
В 2016 году в матчах Кубка Либертадорес против бразильского «Атлетико Минейро», перуанского «Мельгара» и аргентинских «Ривер Плейта» и «Бока Хуниорс», а также мексиканского УНАМ Пумас Сорноса забил шесть мячей и помог клубу выйти финал.
В начале 2017 года Сорноса перешёл в бразильский «Флуминенсе». В январе в матче Лиги Примера против «Крисиумы» он дебютировал за новую команду. 27 марта в поединке Лиги Кариока против «Макаэ» Хуниор забил свой первый гол за Флуминенсе.
В 2019 году перешёл в «Коринтианс». С 2020 года отдавался в аренду — в ЛДУ Кито, «Тихуану» и «Индепендьенте дель Валье».

## Международная карьера
В 2011 году Сорноса принял участие в юношеском чемпионате мира в Мексике. На турнире он сыграл в поединках против команд Германии, Панамы, Буркина-Фасо и Бразилии.
В 2013 году в составе молодёжной сборной Эквадора Хуниор принял участие в молодёжном чемпионате Южной Америки в Аргентине. На турнире он сыграл в матчах против команд Уругвая, Венесуэлы, Чили, Колумбии, Бразилии и дважды Перу.
7 сентября 2014 года в товарищеском матче против сборной Боливии Сорноса дебютировал за сборную Эквадора. В этом же поединке он забил свой первый гол за национальную команду.

### Голы за сборную Эквадора
| # | Дата            | Место                        | Противник | Счёт | Результат | Соревнование      |
| - | --------------- | ---------------------------- | --------- | ---- | --------- | ----------------- |
| 1 | 7 сентября 2014 | Локхарт, Форт-Лодердейл, США | Боливия   | 0:4  | 0:4       | Товарищеский матч |

## Достижения
«Индепендьенте дель Валье»
- Финалист Кубка Либертадорес — 2016